# Fascination (canção)
Fascination é uma valsa popular com música (1904) de Fermo Dante Marchetti e letra (1905) de Maurice de Féraudy.
Foi lançada pela primeira vez em Hamburgo (Anton J. Benjamin) e Paris (Édition F. D. Marchetti) em 1904, em uma versão para piano solo ('Valse Tzigane'). Como uma canção com letra de Féraudy, foi interpretada pela primeira vez pela cantora francesa de music hall Paulette Darty, em 1905, e publicada no mesmo ano.

## Versão brasileira
No Brasil, Fascination ganhou uma versão no idioma português escrita por Armando Louzada e gravada em 1943 pelo cantor Carlos Galhardo. Posteriormente, em 1976, "Fascinação" regressaria com Elis Regina em gravação feita para o álbum Falso Brilhante e incluída na trilha sonora da telenovela O Casarão da TV Globo no mesmo ano e posteriormente incluída em O Profeta e Garota do Momento. A canção tornou-se um grande sucesso, sendo regravada diversas vezes por artistas como José Augusto e Nana Caymmi, cuja versão foi tema de abertura da telenovela homônima do SBT.